# Evelyn Lear
Evelyn Shulman Lear (Brooklyn, New York, 8 de gener, 1926 - Sandy Spring, Maryland, 1 de juliol, 2012), va ser una soprano d'òpera nord-americana. Entre 1959 i 1992, va actuar en més de quaranta papers operístics, va aparèixer amb totes les grans companyies d'òpera dels Estats Units i va guanyar un premi Grammy el 1966. Era coneguda per la seva versatilitat musical, havent cantat els tres papers femenins principals a Der Rosenkavalier. Lear també era coneguda pel seu treball en peces del segle XX de Robert Ward, Alban Berg, Marvin David Levy, Rudolf Kelterborn i Giselher Klebe. Va estar casada amb el baix-baríton nord-americà Thomas Stewart fins a la seva mort el 2006.

## Vida i carrera
Lear va néixer com a Evelyn Shulman a Brooklyn, Nova York, filla de Nina (Kwartin), i de Nathan Shulman, i néta del distingit cantor Zavel Kwartin. La seva família era jueva russa. Va completar la seva formació musical al "Hunter College", a la Universitat de Nova York i a la Juilliard School of Music, estudiant veu, piano, trompa i composició. Es va casar amb Walter Lear, un metge i posteriorment activista polític, i es va divorciar a mitjans dels anys cinquanta. Mentre estava a Juilliard, va estudiar amb Sergius Kagen i va conèixer el seu futur marit, el baríton Thomas Stewart. Tant Lear com Stewart van guanyar una beca Fulbright per estudiar a la "Hochschule für Musik" de Berlín, on va estudiar amb Maria Ivogün. Més tard va estudiar cant amb Beverley Peck Johnson.
Lear va començar la seva carrera d'òpera com a membre de la "Städtische Oper Berlin" a Ariadne auf Naxos de Richard Strauss interpretant al compositor, un paper principal que més tard interpretaria en diversos teatres d'òpera destacats. Va interpretar el paper principal a Lulu d'Alban Berg el 1960 en el seu debut austríac en forma de concert. Va tenir només tres setmanes per aprendre el paper, després d'haver estat convocada com a reemplaçament tardà. La seva actuació va ser tan ben rebuda que va interpretar el paper en la primera versió escènica des de la Segona Guerra Mundial al "Theater an der Wien" al Festival de Viena de 1962 amb Karl Böhm a la direcció. L'actuació es va repetir l'any 1964 i va ser gravada per Deutsche Grammophon. També va actuar a Lulu a finals de la dècada de 1980, encara que en el paper secundari de mezzosoprano de la comtessa Geschwitz. Va aparèixer com a Nina Cavallini a la pel·lícula de 1976 de Robert Altman Buffalo Bill and the Indians, or Sitting Bull's History Lesson. El 1989, va interpretar el paper de la reina Isabel I d'Anglaterra al musical Elizabeth and Essex, basat en l'obra de 1930 de Maxwell Anderson.

## Creació de rols
Lear va crear diversos papers durant la seva carrera. El 1955, acabada de graduar-se a Juilliard, va crear el paper de l'heroïna Nina a Reuben, Reuben de Marc Blitzstein, un paper que va portar a Leonard Bernstein a anomenar la seva filla Nina. El 1961, va crear el paper principal dAlkmene de Giselher Klebe a Berlín. Dos anys més tard, va crear un altre paper com a Jeanne a Die Verlobung in San Domingo de Werner Egk, en la reobertura del Teatre Nacional de Múnic. El seu debut a la Metropolitan Opera va arribar amb la creació del paper de Lavinia Mannon a l'estrena mundial de Mourning Becomes Electra de Marvin David Levy el 1967.
Poc després va experimentar problemes vocals, perdent gran part del seu rang superior i claredat, que va culpar de cantar tanta música moderna. Això no va impedir que interpretava papers moderns, però. El 1974, va crear el paper d'Irma Arkadina a The Seagull de Thomas Pasatieri a la "Houston Grand Opera". Lear va crear el paper de Magna a Minutes to Midnight de Robert Ward el 1982, seguit de crear el paper de Ranyevskaya a Der Kirschgarten a Zuric de Rudolf Kelterborn el 1984.

## Associació amb Richard Straus
Lear va tenir èxit interpretant les obres de Richard Strauss. Va fer el seu debut a Londres en una actuació de les quatre últimes cançons. La seva associació més llarga, però, ha estat amb Der Rosenkavalier que ha interpretat els tres papers femenins principals. Va cantar el paper de Sophie als teatres d'òpera alemanys regionals amb l'Òpera Estatal de Berlín, i va progressar fins a cantar el paper d'Octavi en els principals teatres d'òpera de Viena, Berlín i Nova York. El seu major èxit en aquesta òpera va ser el seu paper de Marschallin, que va debutar el 1971 i va interpretar en els principals teatres d'òpera com La Scala i la seva actuació de comiat al Metropolitan el 1985.

## Honors i premis
El Senat de Berlín va donar a Lear el títol de Kammersängerin per la seva contribució a l'òpera d'aquesta ciutat, mentre que el Festival de Salzburg la va distingir amb el premi Max Reinhardt. Va guanyar un premi Grammy a la millor gravació d'òpera als premis Grammy de 1966 pel seu treball amb Karl Böhm, Dietrich Fischer-Dieskau, Fritz Wunderlich i l'Òpera i Cor alemany per la seva interpretació de Wozzeck de Berg.

## Família
Lear i Thomas Stewart es van casar el 1955 i van estar junts fins a la seva mort el 24 de setembre de 2006, als 78 anys. Va tenir dos fills del seu matrimoni anterior. Lear va morir l'1 de juliol de 2012 al centre d'infermeria Brook Grove a Sandy Spring, Maryland, als 86 anys.

## Discografia seleccionada
- Bernstein: On the Town, dirigida per Michael Tilson Thomas, Deutsche Grammophon
- Strauss: Der Rosenkavalier, dirigida per Edo de Waart, Philips